# Бреер, Тадеуш
Тадеуш Бреер (пол. Tadeusz Breyer; 15 ноября 1874, Мелец Подкарпатского воеводства — 15 мая 1952, Варшава) — польский скульптор и медальер, профессор варшавской Академии изящных искусств.

## Биография
В 1894—1898 годах учился в Школе изящных искусств в Кракове под руководством Альфреда Дауна, а затем продолжил учебу во Флоренции.
С 1910 года до начала первой мировой войны Тадеуш Бреер занимал должность профессора скульптуры Варшавской школы изящных искусств. В 1923 году вернулся на эту должность. В 1932 году принимал участие в преобразовании школы в Академию изящных искусств.
В 1937 году на Всемирной выставке искусства и техники в Париже получил золотую медаль и Гран-при за выполненную им серию памятных медалей.
После Второй мировой войны, во время которой Тадеуш Бреер потерял все свои скульптурные произведения (его студия сгорела во время Варшавского восстания в 1944 г.), продолжил преподавательскую работу в Варшавской академии (с 1945 до конца жизни).
Был членом краковской творческой ассоциации «Rzeźba» (1910—1914), а также объединения польских художников «RYTM» (с 1922 г.).

## Творчество
В ранний период своего творчества Т. Бреер создавал скульптурные композиции символического характера, в соответствии с духом эпохи и в русле неоромантического культурного течения — Молодая Польша. Затем склонился в сторону так называемого Неоклассицизма — его скульптуры стали носить характер статичности и монументальности.

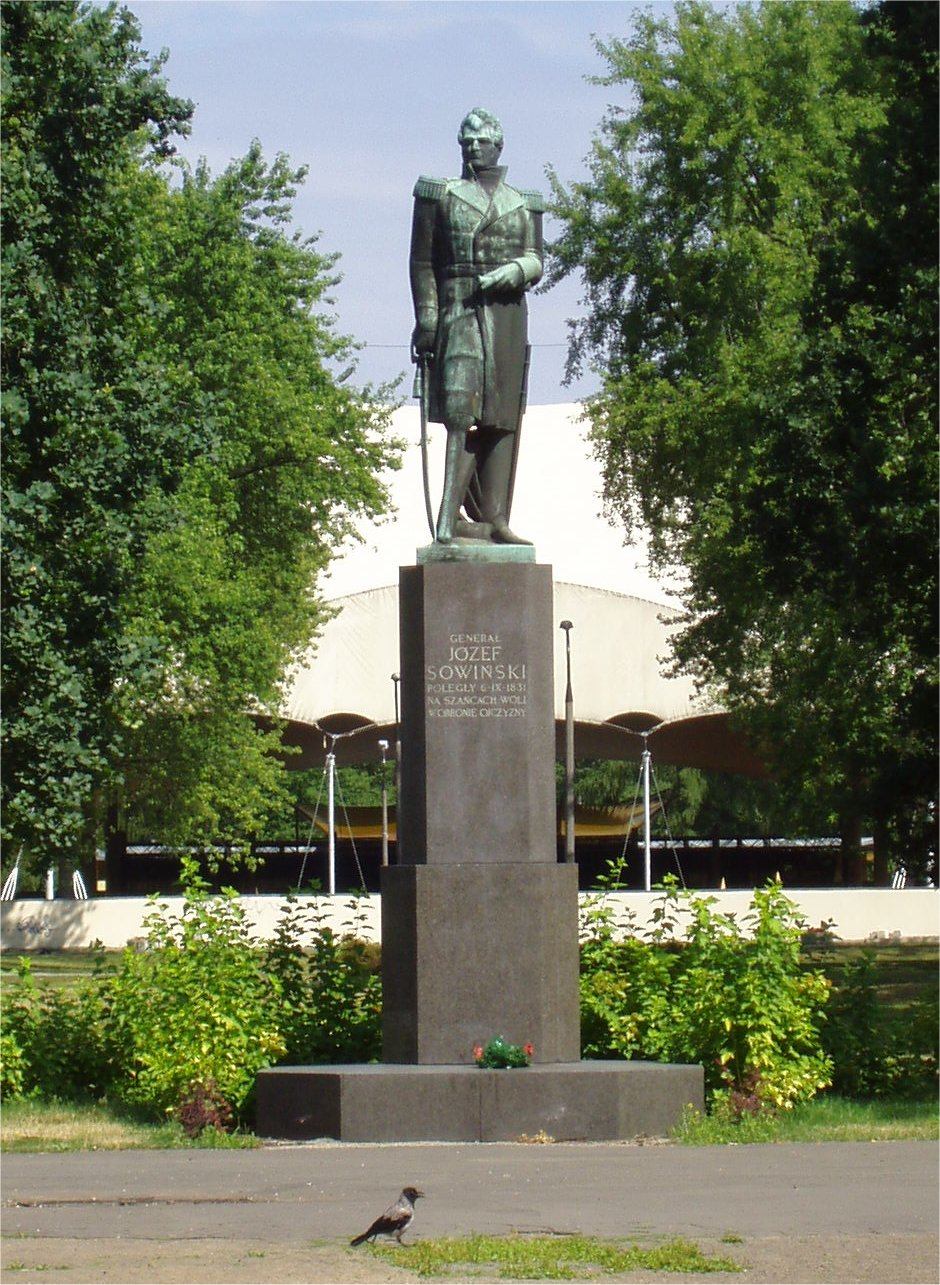
Памятник генералу Юзефу Совиньскому в Варшаве

Как художник и педагог, Тадеуш Бреер считается создателем так называемой Варшавской скульптурной школы, основывающейся на тенденциях уважительного отношения к искусству древней и традиционной скульптуры.
Наиболее известной работой скульптора является памятник герою Польского восстания 1830 г. генералу Юзефу Совинскому в Варшаве (открыт в 1937 году).
Является автором скульптур:
- W otchłani,
- Męki szatana,
- Chrystus,
- Głowa św. Jana,
- Posąg Józefa Piłsudskiego и ряда других.

Кроме изготовления памятных медалей, творческое наследие Бреера включает также проектирование монет.

## Педагогическая деятельность
Профессор Бреер был выдающимся педагогом. Из его класса вышел ряд известных скульпторов, в том числе, Юзеф Гославский, Базили Войтович, Станислав Горно-Поплавский, Марьян Внук, Станислав Сикора, Натан Рапопорт, Альфонс Карны и другие.
Тадеуш Бреер умер в Варшаве и был похоронен на кладбище Старые Повонзки.